# آر۵۵۰ مجیک
آر۵۵۰ مجیک یا موشک ماژیک (واژهٔ Magic کوته‌نوشت از Missile Auto-Guidé Interception et Combat است.) یک موشک کوتاه‌برد هوابه‌هوا است که در سال ۱۹۶۸ توسط شرکت فرانسوی ماترا برای رقابت با موشک آمریکایی ایم-۹ سایدوایندر ساخته شد.

## توسعه
در ۱۱ ژانویه ۱۹۷۲، یک فروند گلاستر متئور از مجیک برای سرنگونی یک هواپیماهای بدون سرنشین هدف (پهپاد) نورداویاسیون سی‌تی۲۰ استفاده کرد. مجیک که از سال ۱۹۷۶ تولید انبوه شد، توسط نیروی هوایی و نیروی دریایی فرانسه به‌کارگرفته شد.
نیروی هوایی آرژانتین "مجیک ۱" خود را برای میراژ۳های خود در طول جنگ فالکلند در سال ۱۹۸۲ دریافت کرد. نیروی دریایی آرژانتین نیز پس از جنگ فالکلند در سال ۱۹۸۲، "مجیک ۱" را برای سوپر اتانداردهای خود دریافت کرد.
نسخهٔ ارتقایافته مجیک ۲ در سال ۱۹۸۶ جایگزین مدل اصلی شد. در مجموع تعداد ۱۱٬۳۰۰ مورد مجیک ۲ تولید شد که به‌ویژه به عراق و یونان صادر شدند که از آن‌ها در جنگ استفاده شد.
مجیک همچنان توسط داسو رافال، داسو میراژ ۲۰۰۰، اف-۱۶، سی هریر، میگ-۲۱ لنسر، سوپر اتاندارد، میراژ اف۱، میراژ ۵ و میراژ ۳ در حال استفاده است که به تدریج با موشک میکا جایگزین می‌شود.
۴۸۰ تیر از این موشک نیز به تایوان فروخته شد و توسط نیروی هوایی تایوان مورد استفاده قرار گرفت.
موشک پی‌ال-۷ نسخهٔ چینی مجیک است.

## ویژگی‌ها
مجیک دارای چهار باله ثابت، چهار باله متحرک مستقیماً در پشت باله‌های ثابت و چهار باله بریده بریده در دُم است که بر روی یک یاتاقان نصب شده و می‌تواند مستقل از خود موشک بچرخد. قُطر مجیک، بیشتر از سایدوایندر و ۱۲۷ میلی‌متر است.
موشم مجیک، موتوری با سوخت جامد دارد و می‌تواند به‌طور مستقل از هواپیمای شلیک‌کننده، با استفاده از سیستم هدایت آشیانه‌یابی فروسرخ، با هدف درگیر شود. مجیک ۱ فقط از پشت به‌سوی هدف شلیک می‌شود و دارای گنبدی شفاف بر روی دماغه خود است. در نسخهٔ مجیک ۲ امکان شلیک از جلو به‌سوی هدف فراهم است و دماغهٔ آن، غیرشفاف و مات است.

## کاربران

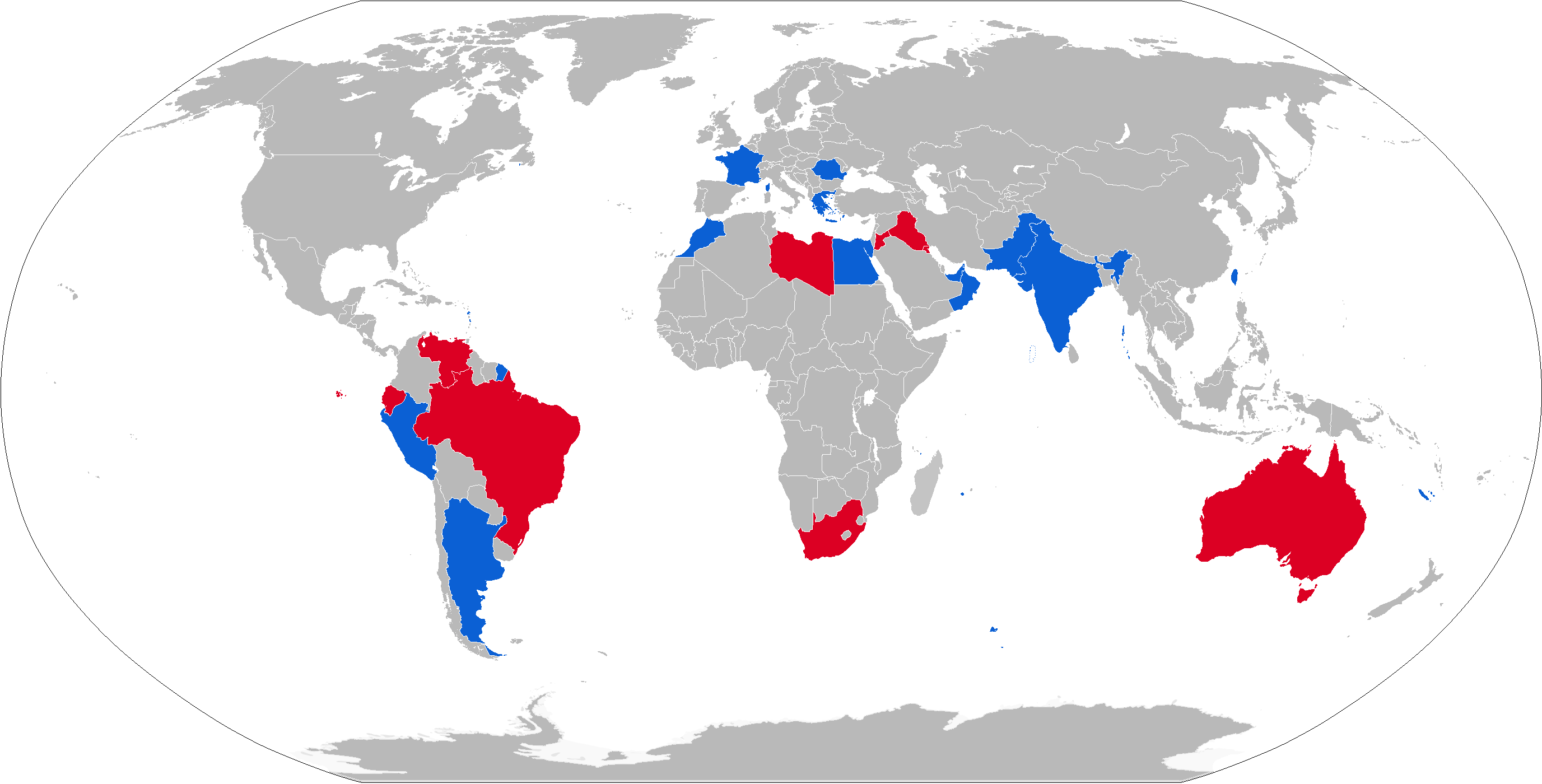
نقشهٔ کاربران کنونی به رنگ آبی و کاربران پیشین، به رنگ قرمز

### کاربران کنونی
- آرژانتین مجیک ۱ در سوپر اتاندارد
- مصر
- فرانسه
- یونان مجیک ۲ در میراژ ۲۰۰۰
- هند
- اردن
- لیبی
- مراکش
- عمان
- پاکستان
- رومانی مجیک ۲ در میگ ۲۱ لنسر
- پرو
- تایوان
- امارات متحده عربی

### کاربران پیشین
- آرژانتین مجیک ۱ در میراژ ۳
- استرالیا  مجیک ۱ در میراژ ۳
- برزیل مجیک ۲ در میراژ ۲۰۰۰
- اکوادور مجیک ۲ در میراژ اف ۱
- عراق مجیک ۱ و ۲ در میراژ اف ۱
- کویت مجیک ۱ و ۲ در میراژ اف ۱
- آفریقای جنوبی مجیک ۱ در میراژ ۳
- ونزوئلا در میگ-۵

## سوابق عملیاتی

### یونان
در ۸ اکتبر ۱۹۹۶، ۷ ماه پس از تشدید تنش بر سر ایمیا/کاردک، یک میراژ ۲۰۰۰ یونانی، با شلیک یک مجیک ۲، جنگندهٔ اف-۱۶دی ترکیه را بر فراز دریای اژه سرنگون کرد. خلبان ترک، جان خود را از دست داد، اما کمک خلبان اجکت کرد و توسط نیروهای یونانی نجات یافت. در اوت ۲۰۱۲، پس از سرنگونی یک فروند آر اف-۴ئی ترکیه در سواحل سوریه، ایسمت ییلماز وزیر دفاع ترکیه در پاسخ به سؤالی در پارلمان، تأیید کرد که یک اف-۱۶دی بلاک۴۰ متعلق به ترکیه، در ۸ اکتبر ۱۹۹۶ توسط یک میراژ ۲۰۰۰ یونانی پس از نقض حریم هوایی یونان در نزدیکی جزیرهٔ خیوس سرنگون شد.

### آفریقای جنوبی
نیروی هوایی آفریقای جنوبی (SAAF) پیش از اعمال تحریم‌های گسترده بین‌المللی تسلیحاتی در سال ۱۹۷۷، تعدادی موشک آر۵۵۰ دریافت کرد. هواپیمای میراژ اف۱ آفریقای جنوبی موشک‌های نسل اولیه آر۵۵۰ را در نبرد بر فراز آنگولا علیه جنگنده‌های میگ-۲۱ و میگ-۲۳ در چند مورد شلیک کرد. در همه موارد، به جز یک مورد، موشک‌ها نتوانستند به میگ‌ها آسیب بزنند یا آن‌ها را نابود کنند. در درگیری بین یک میراژ اف۱سی‌زد و میگ ۲۱ در اکتبر ۱۹۸۲، دو موشک مجیک توسط خلبان شلیک شد که یکی از آن‌ها به میگ ۲۱ آسیب رساند. عملکرد محدود مجیک‌های نسل اول باعث شد آفریقای جنوبی شروع به توسعه موشکی بومی برای جایگزینی آن کند.